# Владимир Делач
Владимир Делач (Славонски Брод, 1927. — Загреб, 1968) је био један од најпознатијих и најзаслужнијих хрватских карикатуриста и цртача стрипова. Преминуо је у Загребу 1968. године послије кратке болести.

## Животопис
После одласка са Академије ликовних уметности у Загребу након само два семестра, своју каријеру започиње у хумористичком часопису Керемпух. Уредништву овог часописа 1946. продаје први стрип, те мало после тога и сам постаје члан уредништва.
У сарадњи са Валтером Нојгебауером и Боривојем Довниковићем, 1950. ради први анимирани филм нове Југославије под називом  Велики митинг. Своје ремек-дело, цртани филм Ревија на дворишту, објављује 1952. године. Поред анимација, Делач не губи своју љубав према стриповима, те 1950. године објављује свој стрип Вуна Кићо - ораси Мићо. Важно је такође напоменути његову сарадњу са водећим хрватским дневним новинама и недељницима као што су Вјесник, Вечерњи лист и наравно Керемпух.
Главни део његове стрипске каријере одвијао се у часопису Плави вјесник, где је радио од 1959. до преране смрти 1968, у 41. години.

## Стрипови
- Кићо и Мићо
- Вики и Ники
- Трамвајко
- Ивица Буцко
- Мики
- Марина
- Свемирко
- Тимпетил, град без родитеља